# Arrondissement de Namur (Sambre-et-Meuse)
Pour les articles homonymes, voir Arrondissement de Namur.
L'arrondissement de Namur est une ancienne subdivision administrative française du département de la Sambre-et-Meuse créée le 17 février 1800 dans le cadre de la nouvelle organisation administrative mise en place par Napoléon Ier en Belgique et supprimé le 11 avril 1814, après la chute de l'Empire.

## Composition
Il comprenait les cinq cantons : Andenne, Dhuy, Fosses-la-Ville, Gembloux et Namur.